# Balkanski savez
Balkanski savez formiran je 1912. godine za vrijeme Balkanskih ratova. Članice balkanskog saveza bile su Srbija, Crna Gora, Bugarska i Grčka.
Ciljevi saveza bili su oslobođenje preostalih dijelova Balkanskog poluotoka od osmanske vlasti i sprečavanje prodora Austro-Ugarske i Njemačke prema istoku.